# آلان يفبفر
آلان يفبفر (بالفرنسية: Alain Lefebvre)‏ هو كاتب وعالم حاسوب فرنسي، ولد في 29 أبريل 1960 في باريس في فرنسا.